# Bruno Restel
Bruno Restel SJ (4. října 1900, Krzanowice, tehdy Rakouské Slezsko, dnes Polsko – 14. července 1983, Innsbruck) byl římskokatolický kněz německé národnosti, který v letech 1937–1938 zastával funkci provinciála České provincie Tovaryšstva Ježíšova.

## Život
Bruno Restel se narodil v rolnické rodině jako šesté z jedenácti dětí. Jeho rodné Křanovice, které leží v těsném sousedství České republiky, se tehdy nacházely v Rakouském Slezsku, po druhé světové válce byly přičleněny k Polsku. Gymnázium vystudoval v Ratiboři. V blízké Opavě se seznámil s jezuity, zvláště s tehdejším superiorem P. Koskou. Vlivem jeho příkladu se rozhodl stát se členem řádu.
Roku 1919 vstoupil do noviciátu na Velehradě. Později odešel na tři roky studovat filozofii na řádovou univerzitu do Innsbrucku. Ve školním roce 1926–27 byl prefektem na velehradském gymnázium, poté odjel studovat teologii do polského Lublinu, kde byl v roce 1930 také vysvěcen na kněze. V březnu 1933 odešel do Prahy ke sv. Ignáci. Zde se stal sociem (pomocníkem) provinciála a zůstal jím až do roku 1937, kdy se sám stal provinciálem.
Restel měl velkou touhu uskutečnit už starší zájem provincie – mít vlastní filosofickou akademii, kde by mohli studovat křesťanskou filosofii a sociologii i laici, uvádí pozdější provinciál řádu Jan Pavlík. Zajímal se proto o koupi bývalé jezuitské koleje na Karlově náměstí v Praze, která byla opuštěna vojáky, nebo o zámek v Kolodějích. Tyto plány však nevyšly. Filosofický institut tak zahájil svou činnost v roce 1937 v bývalé piaristické koleji v Benešově, kde měli jezuité již dva roky noviciát.
Druhým velkým záměrem B. Restela jako provinciála bylo poslat i z nové České provincie zástupce do africké i slovanské misie. Nakonec odjel jediný, a to Maxmilián Prokop, do Severní Rhodésie, dnešní Zambie.
V červnu 1938 Bruno Restel referoval v Římě o stavu provincie i napjaté mezinárodní situaci. Tehdy „vyslovil obezřetnou žádost vzhledem k politické situaci, aby byl z úřadu odvolán“. Jeho působení ve funkci tak skončilo v listopadu téhož roku, kdy se vedení provincie ujal Bohumil Spáčil.
Bruno Restel odešel na Spáčilovo místo v Benešově, stal se rektorem, prefektem studií a pomocníkem v duchovní správě. V roce 1941 onemocněl plicní chorobou, poté se odjel zotavit na Svatý Hostýn, kde také vypomáhal v poutní duchovní správě. O tři roky později odešel ze zdravotních důvodů do Milotic u Kyjova, kde měl péči ze strany zbožné šlechtické rodiny Seilernů, jejímž zámeckým kaplanem se stal. Po válce se s touto rodinou dostal do tábora ve Svatobořicích, kde byli soustřeďováni Němci k odsunu. Hraběnka Seilernová v táboře zemřela. Ačkoli Národní výbor dokonce souhlasil s Restelovým propuštěním, on sám nechtěl v obtížné situaci rodinu opustit. Byl s ní tedy odsunut do Bavorska.
Od roku 1946 tak žil v Pullachu u Mnichova, po šesti letech přesídlil do Innsbrucku, kde zastával funkci spirituála. Zemřel v 82 letech, je pochován v jezuitském kostele v Innsbrucku.